# Chi nasce tondo...
Chi nasce tondo... è un film del 2008 diretto da Alessandro Valori.

## Trama
Mario e Righetto sono due cugini trentenni alla disperata ricerca della nonna ultraottantenne, fuggita da una casa di cura dopo averne svaligiato la cassa.
Mario ha la necessità di tenere nascosta l'esistenza della nonna ladra alla futura moglie, Flaminia, e alla famiglia di lei. Il suocero, infatti, è il titolare di una ditta di antifurto e porte blindate, dove Mario lavora.
Righetto, invece, è un cialtrone che occupa e gestisce vecchi edifici abbandonati per poi riaffittarli a peso d'oro a disgraziati senzatetto provenienti da ogni parte del mondo.
Dopo cinque anni di assoluto silenzio, un bel giorno Mario piomba nel palazzo occupato dal cugino, per coinvolgerlo nella ricerca della nonna. Righetto si lascia convincere con la speranza che il bottino rubato a Villa Quiete possa finire nelle sue tasche.

## Ambientazioni
Il film si snoda tra le borgate di una Roma popolare. In particolar modo, la casa di cura da dove evade nonna Italia si trova in Via Francesco Paciotti 23 (Mandrione), la bisca gestita dalla Sora Ines è in via Gustavo Bianchi 44 (Testaccio), l'edificio occupato e gestito da Righetto è la Palazzina Liuzzi in via del Casale de Merode 8 (Ardeatino), Il ristorante "Dar Moschino" si trova in Piazza Benedetto Brin (Garbatella), mentre la chiesa di Padre Ignazio è la Basilica Parrocchiale S. Maria della Salute, situata in Via Tommaso De Vio 5 (Primavalle). Casa di Flaminia invece, è nella "Piccola Londra", nel quartiere Flaminio, in via Bernardo Celentano.

## Curiosità
L'attore che interpreta il Moschino è il reale proprietario del ristorante ovvero Franco Perugini, il cui soprannome, datogli in gioventù, nasce in virtù del suo carattere vivace. Lo stesso Perugini era un ex fantino, e questa sua "passione" è stata trasposta anche nel film quando con Righetto, a pranzo, parlano proprio di cavalli.